# Nunthawut Fuinchaiwong
Nunthawut Fuinchaiwong (* 22. November 1997) ist ein thailändischer Fußballspieler.

## Karriere
Nunthawut Fuinchaiwong stand bis 2014 bei Air Force Central unter Vertrag. Der Verein aus der thailändischen Hauptstadt Bangkok spielte in der ersten Liga des Landes, der Thai Premier League. 2014 absolvierte er für die Air Force zwölf Spiele in der ersten Liga. Ende 2014 musste er mit dem Klub den Weg in die Zweitklassigkeit antreten. Nach dem Abstieg wurde sein Vertrag nicht verlängert. Wo er Von 2015 bis 2017 unter Vertrag stand, ist unbekannt. 2018 nahm ihn der Drittligist Ayutthaya FC unter Vertrag. Mit dem Verein aus Ayutthaya spielte er in der dritten Liga, der Thai League 3, in der Upper Region. 2019 stand er für Ayutthaya neunmal auf dem Spielfeld. Seit Anfang 2020 ist er vertrags- und vereinslos.